# Johan Carp
Johan Robert Carp (conocido como Joop Carp; 30 de enero de 1897-25 de marzo de 1962) fue un deportista neerlandés que compitió en vela en las clases 6 Metre y 6.5 Metre. Fue hermano del también regatista Bernard Carp.
Participó en tres Juegos Olímpicos de Verano en los años 1920, 1924 y 1936, obteniendo dos medallas, oro en Amberes 1920 (6.5 Metre) y bronce en París 1924 (6 Metre).

## Palmarés internacional
| Juegos Olímpicos | Juegos Olímpicos  | Juegos Olímpicos | Juegos Olímpicos |
| Año              | Lugar             | Medalla          | Clase            |
| ---------------- | ----------------- | ---------------- | ---------------- |
| 1920             | Amberes (Bélgica) | Medalla de oro   | 6.5 Metre        |

| Juegos Olímpicos | Juegos Olímpicos | Juegos Olímpicos  | Juegos Olímpicos |
| Año              | Lugar            | Medalla           | Clase            |
| ---------------- | ---------------- | ----------------- | ---------------- |
| 1924             | París (Francia)  | Medalla de bronce | 6 Metre          |